# Casa de los Linajes de Cuéllar

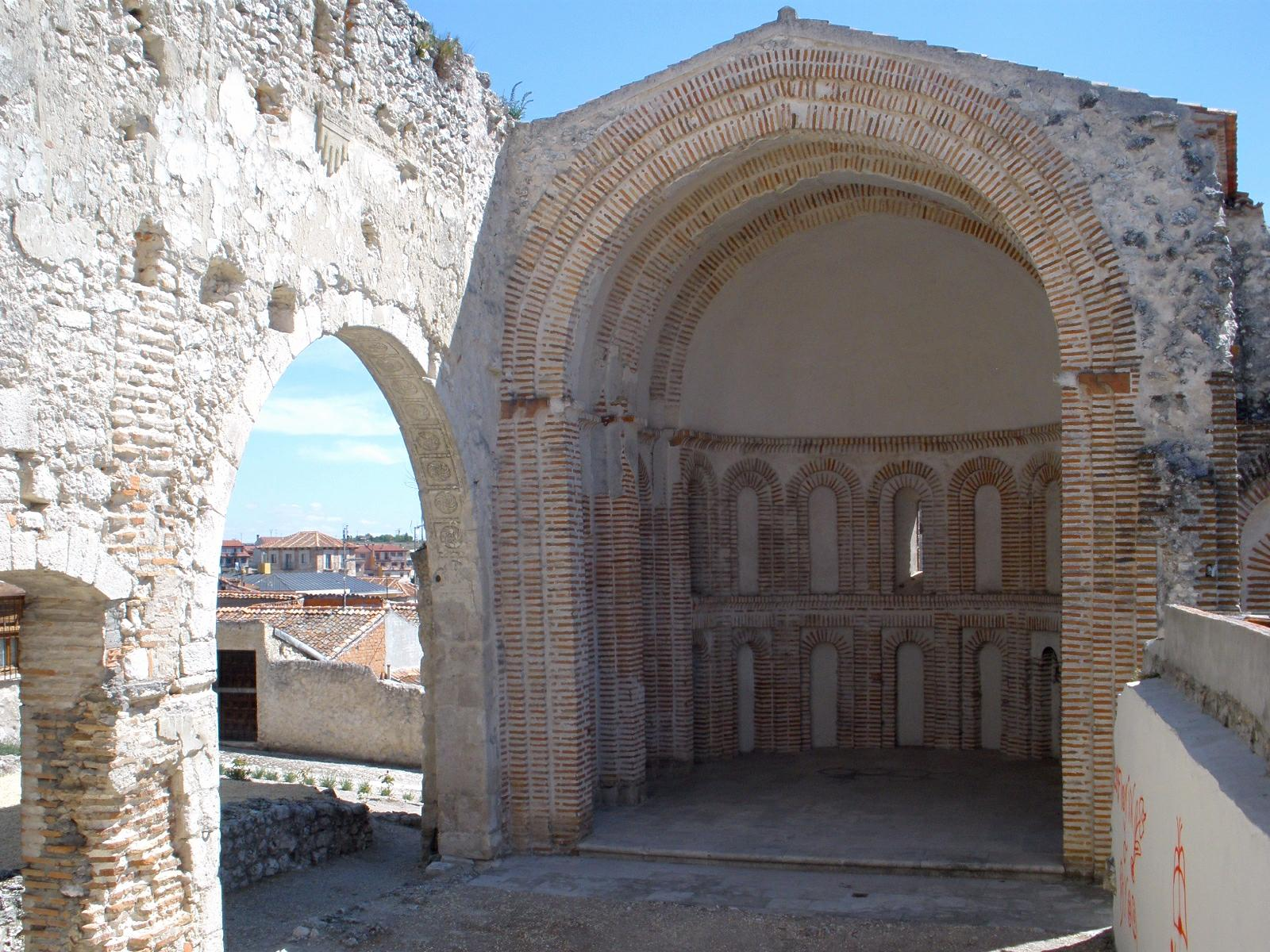
Restos de la antigua iglesia de Santiago, sede de la Casa de los Linajes de Cuéllar.

La Casa de los Linajes de Cuéllar fue una corporación nobiliaria radicada en la villa de Cuéllar que tuvo su origen en el siglo XIV y desapareció con las reformas llevadas a cabo durante el Liberalismo en el siglo XIX. Tuvo como fin agrupar a los hidalgos de Cuéllar y su Tierra en la defensa de sus intereses, derechos y privilegios, en ella se repartían los oficios tocantes al Estado Noble de la villa y su sede fue la iglesia de Santiago.

## Historia
Esta institución nobiliaria tuvo su origen en la primera mitad del siglo XIV, siguiendo el modelo de otras similares creadas en la misma época. En este caso concreto su fundación puede datarse hacia 1330, a juzgar por los nombres de los ocho bandos o linajes de los que se compuso, aunque la propia institución consideró como documento fundacional un privilegio de Fernando IV de Castilla otorgado por el monarca el 4 de junio de 1302. Este documento es generado por ciertas disputas entre los hidalgos de Cuéllar, y el historiador Alfonso de Ceballos-Escalera, marqués de la Floresta y cronista de armas de Castilla y León consideró que dicho documento solucionó las disputas, siendo el comienzo de la organización nobiliaria, aunque no fundación de la institución.
Siguió el modelo fundacional de otras instituciones castellanas similares, creadas en la misma época, aunque diferenciándose del resto en el número de bandos o linajes que la compusieron, que fue de ocho, mientras que Segovia, Ávila, Salamanca, Olmedo y posiblemente Valladolid contaron únicamente con dos; tres disponía la de Trujillo, cinco Arévalo y hasta doce la de Soria. Dentro de los linajes de Cuéllar se halló el de Pedro Puerco, caballero de origen abulense llamado en realidad Pedro González Dávila, que habiendo ejercido cargos de gobierno en Cuéllar, quedó establecido en la villa dando lugar a la familia de los Velázquez de Cuéllar. El resto de linajes fueron Ortún Velasco, Concejales, Oyados, Hernán Gómez, Don Fernando, Sancho Vela y el Obispo, este último atribuido a Pedro de Cuéllar, obispo de Segovia y natural de la villa.
La institución celebraba una junta anual, el primer viernes del año, en la que revisaba sus cuentas, admitía a nuevos caballeros y trataba otros asuntos concernientes a su funcionamiento. Para su ingreso en ella el caballero debía estar avencidado en alguno de los núcleos de la Comunidad de Villa y Tierra de Cuéllar, demostrar su hidalguía al menos en las últimas tres generaciones y pagar el impuesto de entrada. Estuvo vinculada con la Cofradía de la Cruz de los Caballeros Hijosdalgo, institución que de manera religiosa agrupaba a los propios hidalgos, teniendo sede en la iglesia de san Esteban. Debió extinguirse hacia 1840, a causa de la derogación de la distinción de Estados en 1836 y la entrada de las nuevas ideas difundidas con el Liberalismo, que consideraban este tipo de instituciones arcaicas.